# Talamona
Talamona (lombardul: Talamuna) település Olaszországban, Sondrio megyében. Lakosainak száma 4582 fő (2023. január 1.). Talamona Albaredo per San Marco, Ardenno, Dazio, Forcola, Morbegno és Tartano községekkel határos.

## Népesség
A település népességének változása:
| Lakosok száma | 4684 | 4671 | 4582 |
|               | 2017 | 2018 | 2023 |